# Bleyfuesz
Bleyfuesz was een geslacht waarvan een lid zich voor 1785 vestigde in de streek van Verviers en waarvan leden sinds 1857 tot de Belgische adel behoren.

## Geschiedenis
De bewezen stamreeks begint met Ferdinand Bleyfuesz (1746-1812) die in 1746 in Herrlingen werd geboren en zich in Verviers vestigde en daar in 1785 trouwde. Zijn zoon Ferdinand was de oprichter van een grote lakenfabriek te Dison en werd ook burgemeester van die laatste gemeente, net als diens zoon, en werd in 1857 in de erfelijke adel verheven.
In de 20e eeuw stierven verscheidene takken van dit geslacht uit. Anno 2017 waren er nog zestien mannelijke telgen in leven, de laatste geboren in 2010.

### Wapenbeschrijving
- 1857: D'or, au lion de gueules, posé sur une montagne de huit coupeaux d'azur, mouvante de la pointe dextre de l'écu. L'écu sommé d'un heaume d'argent, couronné d'or, fourré de gueules, aux lambrequins d'azur, d'or et de gueules. Cimier: le lion issant de l'écu, entre deux trompes à dextre d'or, à senestre d'azur.

## Enkele telgen
Ferdinand Bleyfuesz (1746-1812)
- Jhr. Ferdinand Joseph Bleyfuesz (Petit-Rechain, 11 december 1789 - Dison, 28 september 1871), burgemeester van Dison
  - Jhr. Ferdinand Bleyfuesz (1820-1894), burgemeester van Dison en volksvertegenwoordiger
    - Jhr. Ferdinand Jacques Bleyfuesz (1858-1935), arrondissementscommissaris van Verviers en van 1889 tot 1915 en van 1918 tot 1920 was hij staatshoofd van Neutraal Moresnet
      - Jhr. Charles Bleyfuesz (1886-1935)
        - Jhr. Paul Bleyfuesz (1916-1986), kunstschilder
          - Jhr. Paul Bleyfuesz (1944-2011), eerste chef-brigadier
            - Jhr. Michel Bleyfuesz (1959), chef de famille
              - Jhr. Dwight Bleyfuesz (1992), vermoedelijke opvolger als chef de famille